# Seleção Islandesa de Futebol
A Seleção Islandesa de Futebol (em islandês: Íslenska karlalandsliðið í knattspyrnu) representa a Islândia nas competições de futebol da UEFA e da FIFA. Seu principal jogador foi Eiður Guðjohnsen, com passagens por PSV Eindhoven, Chelsea e Barcelona e atualmente no futebol da China. Embora tenha declarado que se aposentaria da seleção em 2013, aceitou ser convocado para ajudar a seleção islandesa a buscar a inédita vaga para Eurocopa nas eliminatórias de 2015.
Depois de tudo isso os jogos mais lembrados dos "Strákarnir okkar" ocorreu em 24 de abril de 1996, contra a Estónia, quando Arnór Guðjohnsen, então com 35 anos e que jogava na Suécia, deixou o campo para que seu filho Eiður, à época com apenas 17 anos, entrasse em seu lugar. Este jogo tornou-se o primeiro em que pai e filho atuaram por uma seleção.
Outra partida notável da Islândia aconteceu em 2004, quando a equipe recebeu a Itália em amistoso e superou a Squadra Azzurra por 2–0 no estádio de Laugardalsvöllur. 20.204 torcedores acompanharam o jogo (recorde de público no país).
No dia 6 de setembro de 2015, a Seleção Islandesa conseguiu um importante feito ao obter a classificação para a Eurocopa pela primeira vez. A vaga foi conquistada após empate com o Cazaquistão. A equipe fez campanha surpreendente, com direito a vitória em cima dos Países Baixos, em partida disputada em Amsterdã. Com isso, a Islândia se tornou o menor país da história a se classificar para um torneio de futebol de grande porte. Também é o primeiro (e por enquanto único) com população inferior a 1 milhão de habitantes a conseguir o feito. E em 9 de outubro de 2017, embalada pela sua ascensão no futebol europeu consegue pela 1ª vez em sua história se classificar para uma Copa do Mundo, após bater o Kosovo. Antes disso, a ocasião em que esteve mais perto de se classificar em sua história foi nas eliminatórias para a Copa do Mundo de 2014 no Brasil, onde perdeu a vaga no play-off para a Croácia, empatando no jogo de ida por 0–0 em casa, e perdendo no jogo de volta na Croácia por 2–0.

## História
Entre 1990 a 1998, a seleção nacional tinha entre 55% e 73% dos seus jogadores atuando no país. Em 2016, todos os seus jogadores atuavam no exterior.
A evolução do futebol na Islândia começou no início da década de 1990 com uma série de investimentos feitos no país em melhorias das condições de treinamento, campos aquecidos, e na formação de treinadores com currículos da UEFA.
Depois disso e com profissionais qualificados, começou a formação de jogadores qualificados, que, por sua vez, passaram a despertar o interesse de clubes do exterior e de ligas mais fortes.
A partir de 2002, a federação começou a mudar o currículo dos treinadores, promover mais seminários e os colocar no sistema de avaliação da UEFA. Os clubes também abraçaram a ideia e entraram numa competição particular para terem profissionais cada vez mais qualificados.
Paralelo a esse investimento, a federação criou um sistema de licenças para os clubes do país poderem jogar os campeonatos. Auditorias financeiras passaram a ser constantes, assim como a cobrança por transparência, a partir de 2003.
A classificação para o Campeonato Europeu sub-21 de 2011 pode ser considerado o primeiro grande feito desta seleção. Aquela foi a primeira vez que a Islândia disputou uma competição da categoria. Seis jogadores dessa geração participaram da campanha na Eurocopa 2016.

### Participação na Eurocopa de 2016
Em sorteio realizado no dia 12 de Dezembro de 2015, a Seleção Islandesa conheceu seus adversários na primeira fase da EURO 2016.  Os "Strákarnir okkar" (Nossos Garotos) caíram no grupo F, junto com Portugal, Hungria e Áustria.
A seleção se classificou para a Eurocopa 2016 com uma rodada de antecedência. A vaga na Euro foi comemorada depois de uma campanha heroica em que os islandeses superaram seleções muito mais tradicionais. Venceram a República Tcheca e a Turquia em casa e derrotaram duas vezes os Países Baixos.
A Seleção Islandesa estreou na competição, no dia 14 de junho, no estádio Geoffroy-Guichard em Saint-Étienne,  contra a Seleção Portuguesa. Em jogo disputado, o placar terminou em 1 x 1. Foi um jogo histórico para os Islandeses, que marcaram ali seu primeiro gol na história da competição. O meia Birkir Bjarnason marcou aos 5 minutos da segunda etapa, entrando pra história do futebol islandês.
No segundo jogo enfrentou a Hungria, repetindo o placar do primeiro jogo, empatando em 1 x 1. O Gol Islandês foi feito por Gylfi Sigurdsson, aos 39 da primeira etapa.
Já no terceiro jogo, dessa vez, diante da Seleção Austríaca, os islandeses alcançaram sua primeira vitória na Euro 2016. Um feito histórico para os islandeses, que conquistavam ali sua primeira vitória na história da competição. Em um jogo emocionante, os nórdicos venceram por 2 x 1. Jogo realizado no estádio Vélodrome em Marseille. Com gols de Bödvarsson, aos 17 da primeira etapa e Traustason no último minuto de jogo, a seleção islandesa selava sua classificação inédita para as oitavas da Euro 2016.
Porém, já pelas oitavas da competição,  em 27 de junho de 2016 o futebol islandês conquistou um feito ainda maior e, ainda, protagonizou uma verdadeira "zebra" na Eurocopa. A Islândia venceu a tradicional Inglaterra por 2 a 1, no Estádio Allianz Riviera, em Nice, na França.
A histórica vitória sobre os "inventores do futebol" foi de virada. Os gols foram marcados por Ragnar Sigurdsson, aos 5 minutos do primeiro tempo, e Sigthorsson, aos 18 da primeira etapa. Rooney marcou para os ingleses logo aos 3 minutos de jogo.
A Islândia, dos técnicos Heimir Hallgrimsson e Lars Lagerbäck, entrou em campo com Halldórsson, Saevarsson, R. Sigurdsson, Árnason e Skúlason; Gunnarsson, G. Sigurdsson, Gudmundsson e Bjarnason; Sigthórsson (Bjarnason) e Bödvarsson (Traustason).
Ao vencer a Inglaterra, credenciou-se para disputa das quartas-de-final contra os anfitriões do torneio, a França.
Após o jogo, o ex-atacante inglês Gary Lineker publicou em seu Twitter:
| “ | “Esta foi a pior derrota da nossa história. Inglaterra foi derrotada por um país com mais vulcões que jogadores profissionais de futebol. Bem jogado, Islândia.” | ” |
|   | — Gary Lineker. |   |

Após esse incrível feito, a incrível campanha islandesa parou diante da dona da casa, a França. Goleada por 5 a 2, os "nossos garotos" terminavam sua linda história na Euro 2016.
A equipe da Islândia, deu ao mundo do futebol o seu famoso "aplauso viking" que é hoje feito por diversas equipas de futebol ao redor do globo.

### Classificação para sua 1ª Copa do Mundo
Após a incrível campanha na Eurocopa de 2016, a Islândia passou a almejar algo mais para sua história: classificar-se para uma Copa do Mundo. Disputando a vaga no Grupo I das Eliminatórias para a Copa do Mundo de 2018, ao lado de Croácia, Ucrânia, Turquia, Finlândia e Kosovo, a Seleção Islandesa mais uma vez brilhou e terminou a fase classificatória na liderança do grupo, alcançando assim, pela 1ª vez em sua história uma participação em Copas do Mundo. A vaga foi conquistada em 9 de outubro de 2017, em jogo contra a seleção do Kosovo onde, jogando em casa, diante de sua torcida, os Vikings venceram por 2-0, com gols de Sigurðsson e Guðmundsson, garantindo assim a classificação para a Copa do Mundo de 2018 e tornando a Islândia o país menos populoso a disputar uma Copa do Mundo em toda a história.

## Participações no Campeonato Europeu de Futebol
- 1960: não participou
- 1964: não se classificou
- 1968: não participou
- 1972: não participou
- 1976 a 2012: não se classificou
- 2016: quartas de final
- 2020 a 2024: não se classificou

## Participações em Copas do Mundo
- 1930 a 1950: não participou
- 1954: inscrição negada pela FIFA
- 1958: não se classificou
- 1962 a 1970: não participou
- 1974 a 2010: não se classificou
- 2014: eliminada na repescagem
- 2018: eliminada na primeira fase
- 2022: não se classificou
- 2026: A definir

## Títulos
- Copa Báltica - 2022
- Copa da Groenlândia - 1980 e 1984

## Uniformes

### 1º Uniforme
| 2020–2021 | 2018–2019 | 2016–2017 | 2014–2015 | 2010–2011 |

### 2º Uniforme
| 2020– | 2018–2019 | 2016–2017 | 2014–2015 | 2010–2011 |

## Material esportivo
| Período       | Fornecedor |
| ------------- | ---------- |
| 1975          | Umbro      |
| 1976–1992     | Adidas     |
| 1992–1996     | ABM        |
| 1996–2001     | Reusch     |
| 2002–2019     | Erreà      |
| 2020–presente | Puma       |

## Estatísticas

### Desempenho contra Outras Seleções
- Atualizado em 20 Janeiro de 2020

Equipes da UEFA:
| Adversário        | Partidas | V  | E | D  | GP | GC | Saldo | % Vitória |
| ----------------- | -------- | -- | - | -- | -- | -- | ----- | --------- |
| Albânia           | 6        | 4  | 0 | 3  | 7  | 5  | +2    | 60%       |
| Andorra           | 7        | 7  | 0 | 0  | 18 | 0  | +14   | 100%      |
| Armênia           | 3        | 2  | 1 | 0  | 4  | 0  | +4    | 67%       |
| Áustria           | 4        | 1  | 2 | 1  | 4  | 4  | 0     | 25%       |
| Azerbaijão        | 1        | 0  | 1 | 0  | 1  | 1  | 0     | 0%        |
| Bielorrússia      | 1        | 0  | 0 | 1  | 0  | 2  | −2    | 0%        |
| Bulgária          | 5        | 0  | 1 | 4  | 7  | 12 | −5    | 0%        |
| Croácia           | 5        | 1  | 1 | 3  | 1  | 9  | −8    | 0%        |
| Chipre            | 7        | 3  | 3 | 1  | 6  | 3  | +3    | 43%       |
| Tchéquia          | 5        | 2  | 0 | 3  | 7  | 10 | −3    | 40%       |
| Checoslováquia    | 5        | 0  | 1 | 4  | 3  | 11 | −8    | 0%        |
| Dinamarca         | 9        | 0  | 0 | 9  | 3  | 23 | −20   | 0%        |
| El Salvador       | 1        | 1  | 0 | 0  | 1  | 0  | +1    | 100%      |
| Alemanha Oriental | 14       | 2  | 1 | 11 | 7  | 31 | −24   | 14%       |
| Inglaterra        | 3        | 1  | 1 | 1  | 4  | 8  | −4    | 33%       |
| Estónia           | 5        | 3  | 3 | 1  | 9  | 3  | +6    | 60%       |
| Ilhas Faroé       | 25       | 23 | 1 | 1  | 70 | 13 | +57   | 92%       |
| Finlândia         | 13       | 5  | 2 | 6  | 11 | 17 | −6    | 20%       |
| Geórgia           | 1        | 1  | 0 | 0  | 3  | 1  | +2    | 100%      |
| Alemanha          | 4        | 0  | 1 | 3  | 1  | 11 | −10   | 0%        |
| Grécia            | 4        | 2  | 0 | 2  | 3  | 4  | −1    | 33%       |
| Hungria           | 11       | 3  | 1 | 7  | 11 | 22 | −11   | 27%       |
| Irlanda           | 8        | 0  | 3 | 5  | 7  | 14 | −7    | 0%        |
| Israel            | 3        | 1  | 1 | 1  | 6  | 5  | +1    | 33%       |
| Itália            | 2        | 1  | 1 | 0  | 2  | 0  | +2    | 50%       |
| Cazaquistão       | 2        | 1  | 1 | 0  | 3  | 0  | +3    | 50%       |
| Kosovo            | 2        | 2  | 0 | 0  | 4  | 1  | +3    | 80%       |
| Letónia           | 6        | 2  | 2 | 2  | 11 | 11 | 0     | 33%       |
| Liechtenstein     | 6        | 3  | 2 | 1  | 12 | 5  | +7    | 50%       |
| Lituânia          | 4        | 2  | 1 | 1  | 6  | 2  | +4    | 50%       |
| Luxemburgo        | 7        | 4  | 3 | 0  | 10 | 5  | +5    | 57%       |
| Moldávia          | 2        | 2  | 0 | 0  | 5  | 1  | +4    | 95%       |
| Macau             | 4        | 1  | 1 | 2  | 2  | 4  | −2    | 25%       |
| Malta             | 14       | 10 | 1 | 3  | 31 | 10 | +21   | 71%       |
| Mônaco            | 1        | 0  | 0 | 1  | 1  | 2  | −1    | 0%        |
| Países Baixos     | 14       | 2  | 2 | 10 | 9  | 36 | −27   | 14%       |
| Irlanda do Norte  | 6        | 4  | 0 | 2  | 7  | 6  | +1    | 67%       |
| Noruega           | 33       | 7  | 6 | 20 | 32 | 62 | −30   | 21%       |
| Polónia           | 6        | 0  | 1 | 5  | 5  | 13 | −8    | 0%        |
| Portugal          | 3        | 0  | 1 | 2  | 5  | 9  | -4    | 0%        |
| Romênia           | 2        | 1  | 0 | 2  | 2  | 9  | −7    | 0%        |
| Rússia            | 6        | 1  | 1 | 4  | 2  | 8  | −6    | 17%       |
| Escócia           | 6        | 0  | 0 | 6  | 3  | 12 | −9    | 0%        |
| União Soviética   | 8        | 0  | 3 | 5  | 4  | 15 | −11   | 0%        |
| Eslováquia        | 5        | 1  | 1 | 3  | 6  | 10 | −4    | 20%       |
| Eslovênia         | 4        | 1  | 0 | 3  | 7  | 15 | −8    | 25%       |
| Espanha           | 9        | 1  | 2 | 6  | 6  | 11 | −5    | 11%       |
| Suécia            | 16       | 2  | 2 | 12 | 15 | 36 | −21   | 13%       |
| Suíça             | 5        | 0  | 1 | 4  | 5  | 11 | −6    | 0%        |
| Turquia           | 13       | 8  | 3 | 2  | 20 | 12 | +7    | 70%       |
| Ucrânia           | 4        | 1  | 2 | 1  | 3  | 3  | 0     | 0%        |
| País de Gales     | 7        | 1  | 1 | 5  | 5  | 13 | -8    | 14%       |

Seleções de Outras Confederações
| Adversário             | Partidas | V | E | D | GP | GC | Saldo | % Vitória |
| ---------------------- | -------- | - | - | - | -- | -- | ----- | --------- |
| Bahrein                | 2        | 1 | 0 | 1 | 3  | 2  | +1    | 50%       |
| Bermudas               | 4        | 3 | 0 | 1 | 12 | 7  | +5    | 75%       |
| Bolívia                | 1        | 1 | 0 | 0 | 1  | 0  | +1    | 100%      |
| Brasil                 | 2        | 0 | 0 | 2 | 1  | 9  | −8    | 0%        |
| Canadá                 | 3        | 2 | 2 | 0 | 5  | 3  | +2    | 33%       |
| Chile                  | 2        | 0 | 1 | 1 | 1  | 3  | −2    | 0%        |
| Groenlândia            | 2        | 2 | 0 | 0 | 5  | 1  | +4    | 100%      |
| Índia                  | 1        | 1 | 0 | 0 | 3  | 0  | +3    | 100%      |
| Irã                    | 1        | 0 | 0 | 1 | 0  | 1  | -1    | 0%        |
| Indonésia              | 2        | 2 | 0 | 0 | 10 | 1  | +9    | 100%      |
| Japão                  | 3        | 0 | 0 | 3 | 3  | 8  | -5    | 0%        |
| Kuwait                 | 7        | 2 | 4 | 1 | 4  | 3  | +1    | 29%       |
| México                 | 2        | 0 | 2 | 1 | 0  | 3  | -3    | 0%        |
| Níger                  | 1        | 1 | 0 | 0 | 3  | 0  | +3    | 100%      |
| Nigéria                | 2        | 1 | 0 | 1 | 3  | 2  | +1    | 50%       |
| Arábia Saudita         | 5        | 1 | 2 | 2 | 3  | 5  | −2    | 20%       |
| África do Sul          | 3        | 2 | 1 | 0 | 6  | 2  | +4    | 67%       |
| Trinidad e Tobago      | 1        | 0 | 0 | 1 | 0  | 2  | −2    | 0%        |
| Tunísia                | 1        | 0 | 0 | 1 | 1  | 3  | −2    | 0%        |
| Emirados Árabes Unidos | 3        | 2 | 0 | 1 | 3  | 2  | +1    | 67%       |
| Estados Unidos         | 7        | 2 | 2 | 3 | 9  | 12 | -3    | 29%       |
| Uruguai                | 1        | 0 | 0 | 1 | 1  | 2  | −1    | 0%        |
| Argentina              | 1        | 0 | 1 | 0 | 1  | 1  | 0     | 0%        |
| Gana                   | 1        | 0 | 1 | 0 | 2  | 2  | 0     | 0%        |
| Catar                  | 2        | 0 | 2 | 0 | 3  | 3  | 0     | 0%        |

### Jogadores

#### Mais Partidas
- Atualizado em 9 de Setembro de 2018

Nota: Algumas partidas não-oficiais foram contabilizadas para jogadores pre-1990, que foi quando a associação de futebol do país foi criada.
| #  | Nome                     | Período na ativa | Partidas | Gols |
| -- | ------------------------ | ---------------- | -------- | ---- |
| 1  | Rúnar Kristinsson        | 1987–2004        | 104      | 3    |
| 2  | Ragnar Sigurdsson        | 2007-            | 97       | 5    |
| 3  | Birkir Már Sævarsson     | 2007–            | 91       | 1    |
| 4  | Hermann Hreiðarsson      | 1996–2011        | 89       | 5    |
| 5  | Eiður Guðjohnsen         | 1996–2016        | 88       | 26   |
| 6  | Guðni Bergsson           | 1984–2003        | 80       | 1    |
| 7  | Aron Gunnarsson          | 2008–            | 87       | 2    |
| 8  | Brynjar Björn Gunnarsson | 1997–2009        | 74       | 4    |
| 8  | Birkir Kristinsson       | 1988–2004        | 74       | 0    |
| 9  | Arnór Guðjohnsen         | 1979–1997        | 74       | 14   |
| 10 | Ólafur Þórðarson         | 1984–1996        | 72       | 5    |
| 11 | Arnar Grétarsson         | 1991–2004        | 71       | 2    |
| 11 | Árni Gautur Arason       | 1998–2010        | 71       | 0    |
| 12 | Atli Eðvaldsson          | 1976–1991        | 70       | 8    |
| 13 | Sævar Jónsson            | 1980–1992        | 69       | 1    |
| 14 | Marteinn Geirsson        | 1971–1982        | 67       | 8    |
| 15 | Eyjólfur Sverrisson      | 1990–2001        | 66       | 10   |
| 15 | Emil Hallfreðsson        | 2005-            | 70       | 1    |
| 16 | Birkir Bjarnason         | 2010-            | 82       | 13   |
| 16 | Jóhann Berg Guðmundsson  | 2008-            | 77       | 7    |
| 16 | Sigurður Jónsson         | 1983–1999        | 65       | 3    |
| 16 | Indriði Sigurðsson       | 2000–2014        | 65       | 2    |
| 17 | Kári Árnason             | 2005-            | 79       | 6    |
| 18 | Helgi Sigurðsson         | 1993–2008        | 62       | 10   |

Em negrito jogadores ainda na ativa.

#### Artilheiros
- Atualizado em 9 de Setembro de 2018

Nota: Algumas partidas não-oficiais foram contabilizadas para jogadores pre-1990, que foi quando a associação de futebol do país foi criada.
| #  | Nome                  | Período na ativa | Gols | Partidas | Média |
| -- | --------------------- | ---------------- | ---- | -------- | ----- |
| 1  | Eiður Guðjohnsen      | 1996–2016        | 26   | 88       | 0.30  |
| 2  | Kolbeinn Sigþórsson   | 2010–            | 26   | 54       | 0.50  |
| 3  | Gylfi Sigurðsson      | 2010–            | 25   | 70       | 0.33  |
| 3  | Ríkharður Jónsson     | 1947–1965        | 17   | 33       | 0.52  |
| 4  | Alfreð Finnbogason    | 2010-            | 16   | 58       | 0.29  |
| 5  | Ríkharður Daðason     | 1991–2004        | 14   | 44       | 0.32  |
| 6  | Arnór Guðjohnsen      | 1979–1997        | 14   | 73       | 0.19  |
| 7  | Þórður Guðjónsson     | 1993–2004        | 13   | 58       | 0.22  |
| 8  | Tryggvi Guðmundsson   | 1997–2008        | 12   | 42       | 0.29  |
| 8  | Heiðar Helguson       | 1999–2011        | 12   | 55       | 0.22  |
| 10 | Pétur Pétursson       | 1978–1990        | 11   | 41       | 0.27  |
| 10 | Matthías Hallgrímsson | 1968–1977        | 11   | 45       | 0.24  |
| 12 | Helgi Sigurðsson      | 1993–2008        | 10   | 62       | 0.16  |
| 12 | Eyjólfur Sverrisson   | 1990–2001        | 10   | 66       | 0.15  |
| 13 | Birkir Bjarnason      | 2010-            | 13   | 82       | 0.14  |
| 14 | Þórður Þ. Þórðarson   | 1951–1958        | 9    | 16       | 0.56  |
| 15 | Teitur Þórðarson      | 1972–1985        | 9    | 41       | 0.22  |
| 17 | Guðmundur Steinsson   | 1980–1988        | 8    | 19       | 0.42  |
| 17 | Sigurður Grétarsson   | 1980–1992        | 8    | 46       | 0.17  |
| 17 | Marteinn Geirsson     | 1971–1982        | 8    | 67       | 0.12  |
| 17 | Atli Eðvaldsson       | 1976–1991        | 8    | 70       | 0.11  |

Em negrito jogadores ainda na ativa.